# Edward Vesala
Edward Vesala, nato Martti Vesala (Mäntyharju, 15 febbraio 1945 – Yläne, 4 dicembre 1999), è stato un batterista finlandese.

## Discografia parziale
- 1974 - Nan Madol
- 1977 - Satu
- 1979 - Open (live; con Gerd Dudek & Buschi Niebergall)
- 1980 - Heavy Life
- 1986 - Lumi
- 1989 - Ode to the Death of Jazz
- 1991 - Invisible Storm
- 1994 - Nordic Gallery